# 神圣修道院

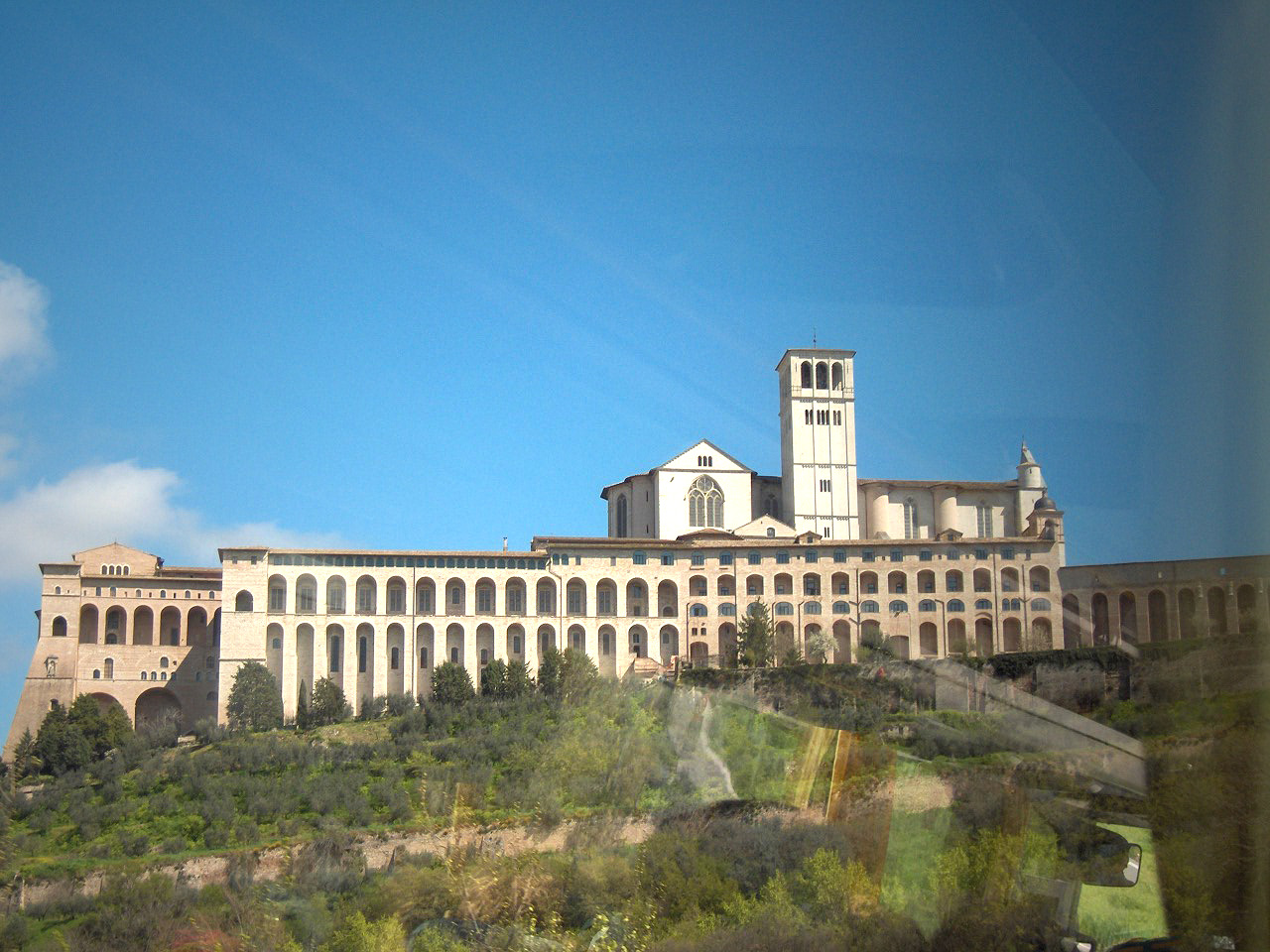

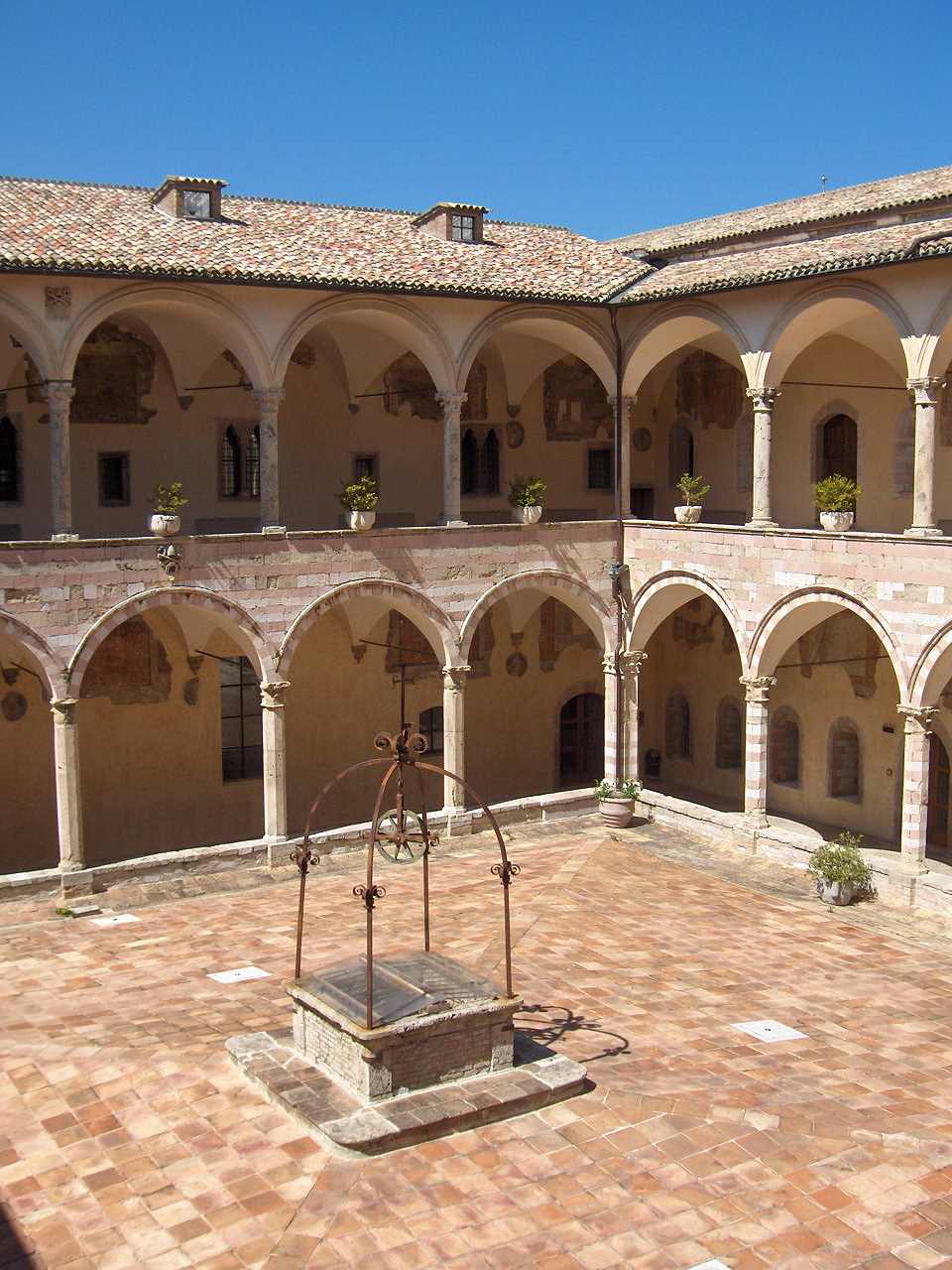

神圣修道院（義大利語：Sacro Convento di San Francesco in Assisi）是意大利翁布里亚大区阿西西城的一个方济各会修道院。修道院由教宗额我略九世始建于1228年7月17日，1253年依諾增爵四世将修道院与圣殿一起祝圣。它是此处构成 方济各会建筑群的三大建筑中的一座，与埋葬亚西西的圣方济各圣髑的 亚西西的圣方济各圣殿的上下教堂相连，面临圣方济各下层大殿广场。圣方济各安葬在阿西西城墙外的这个地方，原名“地狱山”，因为曾是处死罪犯的绞架所在地，而圣方济各的主拿撒勒人耶稣也像罪犯一样被杀于耶路撒冷城外。
2000年，修道院、圣方济各圣殿与周边地区的其他方济各会遗址一起被列入联合国教科文组织的世界遗产名录.